# Onconeura semifimbriata
Onconeura semifimbriata är en tvåvingeart som först beskrevs av Ole Anton Saether 1981.  Onconeura semifimbriata ingår i släktet Onconeura och familjen fjädermyggor. Inga underarter finns listade i Catalogue of Life.